# Анти-NMDA-рецепторный энцефалит
Анти-NMDA-рецепторный энцефалит — тяжёлая острая форма энцефалита с возможностью как летального исхода, так и быстрой ремиссии, вызываемая аутоантителами к NR1 и NR2-субъединицам глутаматного NMDA-рецептора. Заболевание чаще встречается у женщин и ассоциировано с тератомами яичников, однако опухоли обнаруживаются не во всех случаях данного энцефалита. Также заболевание может провоцироваться герпетическим энцефалитом. Описания заболевания существовали в медицинской литературе под различными именами; в 2007 году была установлена его этиология и дано нынешнее название. В рабочих гипотезах патогенеза шизофрении в последнее время часто фигурирует гипофункция NMDA-рецептора; поражение этого рецептора может объяснять психиатрический дебют данного энцефалита.

## История заболевания
В 2003 году к доктору Хосепу Дальмау (Josep Dalmau) в отдел интенсивной терапии поступила молодая женщина с симптомами энцефалита. Анализ спинномозговой жидкости предполагал наличие воспалительного или аутоиммунного процесса. Через несколько месяцев терапии она поправилась; доктор сохранил образцы её спинномозговой жидкости и сыворотки крови. Несколько месяцев спустя в клинику поступил пациент с похожими симптомами, а через несколько лет — ещё четверо. Далмау и коллеги, собрав коллекцию из 12-ти образцов и произведя их анализ, обнаружили во всех случаях антитела к NMDA-рецептору и в 2007 году опубликовали статью в журнале «Анналы Неврологии» (Annals of Neurology).
В анализе 100 случаев заболевания, опубликованном в 2008 году в «Ланцете», приведены следующие цифры: 91 пациент из 100 — женщины, средний возраст пациентов — 23 года (разброс 5-76 лет), у 58 из 98 пациентов, обследованных на наличие онкологических заболеваний, обнаружены опухоли, преимущественно тератомы яичников. У всех пациентов при обращении проявлялись психиатрические симптомы либо проблемы с памятью; 76 из них страдало от судорог, у 88 была снижена реакция на окружающие стимулы (нарушено сознание), у 86 отмечались дискинезии, у 69 — нестабильность автономной нервной системы, у 66 — гиповентиляция. Антиопухолевая терапия оказалась связана с большим числом ремиссий и меньшим числом последующих обострений. 75 пациентов выздоровели без последствий либо с небольшими остаточными отклонениями, для 26 результатом были тяжёлые нарушения либо смерть.
В одном небольшом исследовании, опубликованном в 2009 году, отмечается, что из 19 женщин с внезапно начавшейся эпилепсией неясной этиологии 5 пациенток имели антитела к NMDA-рецептору, и это, по мнению авторов, говорит о том, что анти-NMDA-рецепторный энцефалит может составлять заметную пропорцию необъяснимых случаев эпилепсии с психиатрическими симптомами.

## Этиология
Точная причина заболевания в настоящий момент не ясна. Часто патология диагностируется у молодых женщин на фоне сопутствующих заболеваний таких, как тератома яичника, шизофрения, кататония, наркомания. Также в более редких случаях заболевание дебютирует выраженными нарушениями кратковременной памяти, напоминающими лимбическую энцефалопатию. В последнее время всё чаще заболевание диагностируют у детей и подростков: в исследовании 2009 года говорится о том, что из 81 человека 32 (40 %) были моложе 18 лет, причём у более молодых пациентов и у пациентов мужского пола чаще не обнаруживается опухолей.

## Патогенез
В основе патогенеза лежит образование аутоантител к NR1 и NR2B-субъединицам глутаматного NMDA-рецептора. Точные причины возникновения аутоантител на сегодняшний день не известны.

## Клиническая картина
Для заболевания характерно постепенное начало. Выделяют следующие фазы, характерные для энцефалита с антителами к NMDA-рецепторам: продромальную, психотическую, ареактивную, гиперкинетическую и фазу постепенного регресса симптомов.
Продромальный период длится 5-7 дней с наличием ОРВИ-подобных симптомов (лихорадка, головная боль, утомляемость). Психотическая стадия начинается с появления неврологических нарушений, таких как апатия, недостаточность эмоций, депрессия, замыкание в себе, страх, расстройства кратковременной памяти, затруднения в пользовании электронной техникой. Возможны слуховые и зрительные галлюцинации, а также другие шизофреноподобные симптомы.
Через 14 дней после психотического периода наступает ареактивный, который сопровождается нарушением сознания, напоминающим кататонию, мутизмом, акинезией, отсутствием ответа на вербальные команды при открытых глазах. У ряда пациентов отмечено наличие насильственной гримасы, напоминающей улыбку.
Появление гиперкинезов свидетельствует о наступлении гиперкинетического периода. Наиболее характерными проявлениями являются оролингвальные дискинезии (облизывание губ, жевание), атетоидные дискинетические позы пальцев рук. При осложнениях появляются вычурные орофациальные и конечностные дискинезии, такие как продолжительные движения нижней челюсти, сильное сжатие зубов, дистония открывания рта, интермиттирующие насильственные отведения или сведения глазных яблок, движения рук, напоминающие танцевальные. Особую опасность представляет гиповентиляция, связанная с выработкой антител к NR1-субъединице NMDA рецепторов.
В течение двух месяцев заболевание отмечают постепенный регресс симптомов. Уходят гиперкинетические нарушения, а также улучшается нейропсихиатрический статус.

## Диагностика
В диагностике данного энцефалита используют следующие инструментальные и лабораторные методы:
1. Анализ цереброспинальной жидкости. У 95 % больных были выявлены лимфоцитарный плеоцитоз, повышенная концентрация белка и увеличенное содержание Ig G.
2. Серологическое исследование. Определение титра антител к NMDA — рецепторам в сыворотке крови и цереброспинальной жидкости.
3. МРТ исследование. При использовании данного метода в режиме FLAIR обнаруживали изменение сигнала от мозговой коры, окружающей менингеальной оболочки или базальных ганглиев.

## Лечение
Лечение данного заболевания предусматривает как воздействие на патогенез болезни, так и терапию отдельных синдромов. Патогенетическая терапия включает в себя назначение глюкокортикостероидов и внутривенных иммуноглобулинов. Возможно использование моноклональных антител (ритуксимаб), плазмафереза или цитостатиков (азатиоприн).
При лечении судорог используют фенобарбитал, клоназепам, для контроля дискенезий — нейролептики.
Также важным аспектом в лечении энцефалита с антителами к NMDA-рецепторам является раннее удаление опухоли как источника, запускающего выработку антител, перекрестно поражающих нервную ткань.
Так как симптоматика анти-NMDA-рецепторного и герпетического энцефалита очень похожа, многие пациенты до установления окончательного диагноза получали ацикловир. 

## Эпидемиология
По данным, собранным к 2019 году, оценочная заболеваемость анти-NMDA-рецепторным энцефалитом составляет 1,5 случая на миллион человек в год, при этом доля пациентов женского пола составляет примерно 80 %, доля пациентов моложе 18 лет составляет примерно 37 %.

## Пример заболевания
Краткое описание клинического случая из автореферата статьи в журнале Nature Clinical Practice Neurology, 2007 год:
Женщина 34 лет обратилась к врачам по поводу головной боли, лихорадочного состояния и чувства тревоги. Вскоре за этими симптомами последовали идеи нанесения вреда, агрессивное возбуждение, судороги, гиповентиляция, гипертермия и выраженная нестабильность автономной системы, требующая интубации и седации. Развились эпизоды гипотензии и брадикардии с асистолическими периодами до 15 секунд. При отмене седативных средств — открытие глаз без реакции на внешние стимулы. Отмечено мышечное окоченение, частые лицевые гримасы, ритмические сокращения мышц живота, пинающие движения ног, перемежающиеся дистонические позы правой руки.

## Альтернативные названия
Названия, использовавшиеся в литературе для описания комплекса симптомов до открытия связи с NMDA-рецептором:
- острый диффузный лимфоцитарный менингоэнцефалит — англ. acute diffuse lymphocytic meningoencephalitis
- острый преходящий лимбический энцефалит — англ. acute reversible limbic encephalitis
- острый ранний женский негерпетический энцефалит — англ. acute juvenile female nonherpetic encephalitis
- острый негерпетический энцефалит молодых — англ. juvenile acute nonherpetic encephalitis

## Иллюстрации

"Экстремальная дельта-щётка" - паттерн ЭЭГ-активности, наблюдаемый у некоторых пациентов с анти-NMDAr энцефалитом. Из статьи Mizoguchi et al., 2022.